# Nemzeti Front (Albánia)
A Nemzeti Front (albán Balli Kombëtar, rövidítve BK vagy Ballkom) 1939 tavaszán szerveződött albániai politikai mozgalom volt, amely az ország olasz megszállását követően jött létre az antifasiszta nemzeti ellenállás megszervezésének igényével. 1942 őszi párttá alakulásától 1944 novemberéig tevékenységét és céljait elsősorban antikommunizmusa, kollaboráns magatartása határozta meg, majd emigráns szervezetként működött 1949 nyaráig.
A mindvégig Midhat Frashëri által vezetett pártalakulatot kezdetben dél-albániai földesurak és értelmiségiek alkották. Programjukat a korábbi uralkodó, I. Zogu politikájával való éles szembenállás és nacionalista republikanizmus jellemezte. A ballisták (ballistët) fő célja a megszállók elleni földalatti tevékenység irányítása (röplapok terjesztése, tüntetések, szabotázsakciók stb.), valamint egy demokratikus, köztársasági alapokon fekvő, az albán lakta területeket egyesítő Nagy-Albánia megteremtése volt. Tevékenységük 1941-től katonai jelleget is öltött, megszervezték vidéki gerillacsapataikat, amelyek a vezetőségtől némiképp függetlenedve szórványos rajtaütéseket intéztek az országot megszálló olasz alakulatok ellen. Követőik száma az évekkel növekedett, s ez magával vonta társadalmi bázisuk kiszélesedését, egyúttal a megszálló hatalom államszervezetében szerepet vállaló, kollaboráns politikusok is csatlakoztak a ballistákhoz. A népfrontos jelleget kívánták az 1942. őszi párttá alakulással és a Nemzeti Front elnevezés hivatalos felvételével kihangsúlyozni. 1942 és 1943 fordulójára azonban a nagyobb katonai csapáserőt képviselő és kíméletlenebb stratégiát alkalmazó kommunisták mellett a ballisták a nemzeti ellenállás színterének másodrendű szereplőivé váltak, politikai és katonai értelemben egyaránt. Noha 1943 közepéig a riválisok szórványosan együttműködtek és a nyugati szövetségesek kísérleteket is tettek a két harcoló alakulat egyesítésére (mukjei egyezmény), 1943 szeptemberében – Olaszország kapitulációjával és Albánia német megszállásával egy időben – a kommunisták teljes frontos harcot hirdettek a „reakciós áruló” ballisták ellen. Ennek nyomán az elkövetkező hónapokban megsokasodtak az összecsapások a kommunisták és a ballisták között, ezzel polgárháborús helyzet alakult ki a megszállás alatt álló Albánia hátországában. A kommunisták irányította Nemzeti Felszabadítási Mozgalom jelentős sikereket elérve kiszorította a Nemzeti Frontot több dél-albániai bázisáról. A Nemzeti Front kezdetekben megfogalmazott antifasizmusa erre az időszakra határozottan átfordult antikommunizmusba, s 1943 végére már a német megszállók oldalán harcolt a kommunista partizánbrigádok ellen. Ezzel határozottan kollaboráns szervezetté vált, ami felgyorsította a ballisták társadalmi bázisának megfogyatkozását. Emellett az 1944 júniusáig tartó összecsapások erősen meggyengítették katonai ütőerejét is, gerilláik a Durrës és Shkodra közötti területre szorultak vissza. Kétségbeesett lépésként 1944 júniusától kormányalakítási terveket szőttek, majd szeptembertől az országból kivonuló német alakulatok ellen fordították fegyvereiket. Mindez már nem vehette elejét bukásuknak: 1944. november 3-án a Nemzeti Front letette a fegyvert, a kommunista Nemzeti Felszabadítási Mozgalom pedig a hónap végéig átvette az irányítást az ország felett.
A ballista vezetők egy része már októberben megszökött az országból, mások bujkálni kényszerültek vagy népbírósági ítéletek alapján kivégezték őket. A Nemzeti Front tevékenységét az emigrációban Frashëri, valamint Hasan Dosti és Ali Këlcyra irányította egészen 1949 júliusáig, az emigráns albánok politikai szervezete, a Szabad Albánia Bizottság létrejöttéig, és ezzel a Nemzeti Front megszűnéséig. Az albániai rendszerváltást követően, 1991-ben az egykori ballista vezetők egyike, Abas Ermenji visszatért Albániába, s megalapította a mérsékelt sikereket elérő Nemzeti Front Pártot (Partia Balli Kombëtar).

## Története

### Előzmények
Albánia történelmében az 1920-as évek első fele a fiatal, 1912-ben elnyert és az első világháború zűrzavarában össze is omlott albán államiság konszolidációjával, politikai útkereséssel telt. A pártharcokból kiemelkedett, ambiciózus Ahmet Zogu az 1924. évi júniusi forradalom leverésével haladó ellenzékével leszámolt, és 1925 januárjában az albán nemzetgyűléssel köztársasági elnökké kiáltatta ki magát. Mindez átmeneti időszaknak bizonyult, Zogu ellenfelei félreállításával viszonylagos politikai stabilitást ért el az országban, és 1928 szeptemberében I. Zogu néven királlyá koronáztatta magát. Az ország gazdasági fejletlensége és az állandó forráshiány azonban egyre növelte a kis ország függőségét a szomszédos Olaszország jóindulatától és gazdasági támogatásától. Az 1926 novemberében megkötött első tiranai paktum csak az első volt azon lépések sorában, amelyeket a fasiszta Olaszország tett Albánia politikai és katonai bekebelezéséért. Mussolini csapatai még a második világháború kitörése előtt, 1939. április 7-én lerohanták Albániát. Az uralkodó, I. Zogu elhagyta az országot, s az olaszok 1939. április 12-én feltétlen hívüket, Shefqet Vërlacit bízták meg kormányalakítással. Az albán államiság ismét megszűnt.

### A mozgalom megalakítása

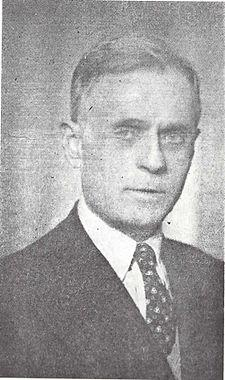
Midhat Frashëri

Az ország ellenállási mozgalmát az illusztris Frashëri család sarja, Midhat Frashëri szervezte meg. Az 1910-es években aktív részese volt hazája közéletének, majd az első világháborút követően diplomataként képviselte Albánia érdekeit a nagyvilágban. Miután a diktatórikus hatalmat kiépítő Ahmet Zogu politikájával egyre kevésbé tudott azonosulni, 1926-ban visszavonult a közélettől, s hajlíthatatlan ellenzéki magatartásával a passzív ellenállás emblematikus alakja lett. Hazája olasz megszállását követően azonban cselekvésre szánta el magát, és 1939 májusában tiranai házában megtartotta az antifasiszta érzelmű ellenzékiek első titkos gyűlését. A résztvevők megalakították politikai szervezetüket, akkor még Nemzeti Ellenállási Mozgalom (Lëvizja Kombëtare e Rezistencës) néven, amelynek elnökévé Frashërit, helyettesévé Ali Këlcyrát választották. Jelszavuk „Albánia az albánoké!” (Shqipëria shqiptarëvet!) lett. Nem hivatalosan már e korai időktől is gyakran használták a szervezetre a Nemzeti Front (albánul Balli Kombëtar), tagjaira pedig a ballisták (ballistët) megnevezést.
Elsősorban a Zogu rendszerével szembehelyezkedő délalbán (toszk) földesurak, értelmiségiek, katonatisztek és köztisztviselők, vagy éppen a korábbi emigrációjukból ekkor hazatérő hazafiak alkották a Nemzeti Front megalakulásakori gerincét. Politikai eszmeiségüket kezdetben a republikanizmus jellemezte, erőteljes nacionalista színezettel. Elsődleges céljuk az olasz megszállók kiűzése és az etnikai határokat figyelembe vevő Nagy-Albánia létrehozása volt. Társadalmi programjukat tekintve egy nyugati típusú, demokratikus államforma elérése lebegett a szemük előtt, határozott gazdasági és társadalmi reformelképzelésekkel.

### Az antifasiszta ellenállás időszaka (1939–1942)
Miután a mozgalom vezetői elsősorban a hadviseléshez nem értő földesurak és értelmiségiek soraiból kerültek ki, a Nemzeti Front működése első két évében elsősorban antifasiszta tüntetéseket szervezett, illegális hazafias irodalmat és röplapokat terjesztett. Emellett diplomáciai erőfeszítéseket tettek, keresték a kapcsolatot a szövetségesek képviselőivel, abban bízva, hogy el tudják érni a britek vagy az amerikaiak beavatkozását. Első, harcokban bevethető gerillacsapataikat 1941-ben szervezték meg, amelyek aztán rajtaütésekkel gyengítették meg az országban állomásozó olasz csapatokat. Irreguláris alakulataikat azonban csak szórványosan vetették be, kímélendő a civil lakosságot az esetleges olasz bosszúhadjáratoktól.
1942-től azonban megjelentek az albániai hadszíntéren az 1941 novemberében megalakult Albán Kommunista Párt egyre nagyobb csapáserővel rendelkező partizánalakulatai is. A ballisták némiképp fokozták katonai tevékenységüket, megnövekedett a Nemzeti Front helyi tanácsainak politikai irányítása alatt álló szabadcsapatok (albán kifejezéssel çeták) száma. Mindez együtt járt a szervezet tényleges népfrontosodásával, miután parasztok, munkások, kereskedők, tanárok, fiatalok is nagyszámban csatlakoztak a mozgalomhoz, mindazok, akik számára az ország megszállása egyre elfogadhatatlanabbá vált, de a kommunizmus nem jelentett alternatívát. Mellettük több, a kommunisták ifjúsági tagozatából kizárt fiatal is beállt a Nemzeti Front soraiba. Nem utolsósorban pedig olyan, az államigazgatásban betöltött tisztségeikkel a megszálló hatalmat legitimáló, kollaboráns politikusok is csatlakoztak hozzájuk, mint Aziz Çami, Lef Nosi, Fuat Dibra, Hasan Dosti vagy Bahri Omari. Hogy e népfrontosodásnak nagyobb hangsúlyt adjanak, 1942 októberében (egyes források szerint novemberében) összeültek, és Nemzeti Front néven hivatalosan is párttá alakultak, Midhat Frashërit pedig megerősítették elnöki pozíciójában. Korábbi jelszavuk kibővült: „Albánia az albánoké! Halál az árulókra!” (Shqipëria shqiptarëvet! Vdekje tradhëtarëvet!). Ugyanekkor adták közre a céljaikat megfogalmazó, Ali Këlcyra és Isuf Luzaj által Dekalogu címen összeállított memorandumukat, amelynek pontjai a következők voltak:
1. az albán nép jogainak megvédése;
2. modern, demokratikus társadalmi berendezkedésen alapuló szabad és etnikai Albánia;
3. szólás- és gondolatszabadság;
4. gazdasági és társadalmi reformok a kizsákmányolás, a parasztok földtelenségének, a dolgozók munka- és lakásnélküliségének megszüntetéséért;
5. ingyenes és mindenki számára hozzáférhető oktatás;
6. az egyének teljesítményének elismerése korra, nemre és felekezetre való tekintet nélkül;
7. az ország jobbításáért és a nép jólétéért küzdő, a munka megbecsülésén alapuló társadalmi rend;
8. a hazaáruló és zavarkeltő elemek, a társadalom fejlődését gátló rétegek felszámolása;
9. az albánság spirituális és intellektuális egysége;
10. valamennyi fegyveres erő mozgósítása a megszállók kiűzése és a kollaboránsok legyőzése érdekében.[20]

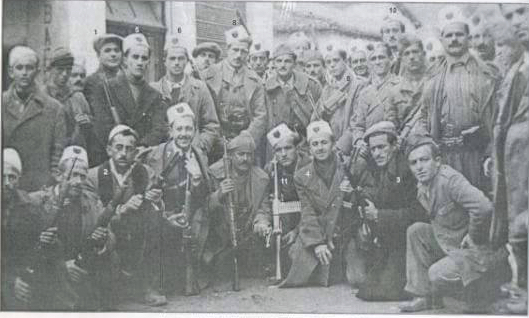
Dibrai ballista gerillák csoportja

A kommunisták egyre kíméletlenebb és eredményesebb hadviselése miatt a ballisták attól tartottak, hogy riválisaik behozhatatlan erőfölényre tesznek szert. A Nemzeti Front a rendkívül szervezett kommunistákhoz képest szervezetlenségével tűnt ki, politikai és katonai értelemben egyaránt, ami nem segítette felzárkózásukat. A megszállók elleni támadásaik továbbra is szórványosak maradtak, láthatóan nem tökélték el magukat a katonai megoldás, a megszállók elleni harc mellett. Emellett területi szervezeteik némelyike a vezetőség iránymutatásait és rendelkezéseit semmibe véve, attól függetlenül végezte tevékenységét. Korábbi diplomáciai stratégiájuk helyességét is megkérdőjelezték, úgy vélték ugyanis, hogy a Nyugat esetleges beavatkozása és győzelme egyenes út lehet az Albán Kommunista Párt hatalomra jutásához (a kommunisták ezzel ellentétben éppen azt gondolták, hogy a nyugati intervenció a ballistáknak kedvezne). A szövetségesek Görögország iránti növekvő szimpátiája szintén elbizonytalanította Frashëriéket, veszélyeztetve látták annak megvalósulását, hogy a Görögországhoz elcsatolt çamëriai területek visszakerüljenek Albániához. Hogy kedvezőbb politikai pozícióba kerüljenek, 1942 októberétől némileg megszaporodtak a megszálló olaszok elleni katonai csapásaik. Mindezek ellenére egyre nyilvánvalóbb lett, hogy a Nemzeti Front a kommunisták mellett csak a másodhegedűs szerepét játszhatja a fegyveres ellenállásban, jóllehet 1943 közepéig a kommunisták és a nacionalisták harcoló alakulatai szórványosan együttműködtek. Eleinte kedvezett az együttműködésnek, hogy a ballisták elsősorban vidéken, míg a kommunisták a városokban fejtették ki tevékenységüket, emellett a dél-albániai városok egy részét ellenőrző Nemzeti Front gyakran adott menedéket a megszálló olasz hatóságok elől menekülő kommunista partizánoknak.
A teljes frontvonalon való együttműködésre azonban nem kerülhetett sor, miután a kulisszák mögött meglehetősen ellenséges szemmel méregette egymást az ellenállás két főszereplője. A republikánus elveket valló Nemzeti Front vezetői eleve idegenkedtek a kommunizmus eszméitől, féltették társadalmi privilégiumaikat, és a Szovjetunió ügynökeinek tekintették az albán kommunistákat. Emellett helytelenítették a partizánok minden mérlegelést nélkülöző kíméletlen hadviselését, különösen hogy azokat gyakran követték az olasz hadsereg büntetőcsapásai, amelyek számos ártatlan polgári áldozattal jártak. A kommunisták által szervezett és a Nemzeti Felszabadítási Mozgalom megalakításával záruló 1942. szeptember 15–16-ai pezai konferencián Frashëri és más ballista vezetők meg sem jelentek. A másik oldalon a kommunisták viszont kettős játékot űző reakciósoknak, kollaboránsoknak tekintették a ballistákat, de ettől függetlenül is politikai és katonai stratégiájukat 1943 márciusa után, a Kommunista Internacionálé ez irányú útmutatását követve alapjaiban határozta meg az, hogy ellenfeleket és politikai frakciókat nem tűrő egyeduralomra készültek a háború utáni Albániában.

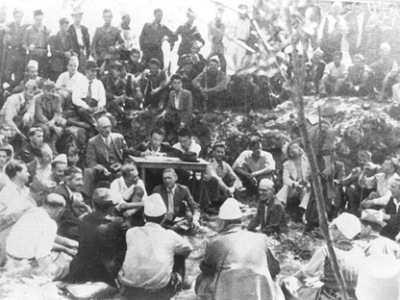
A kommunisták és ballisták mukjei találkozója

1943 nyarán a brit hadügyminisztériumhoz tartozó Különleges Hadműveletek Végrehajtó Egysége (Special Operations Executive, SOE) több ügynököt küldött Albániába, hogy megszervezzék a megszállók ellen küzdő szervezetek összefogását. Egyikük, Neil „Billy” McLean 1943 júniusában érkezett albán földre, és fáradozásai eredményeként 1943. július 26-án a Tirana melletti Tapizában titkos tárgyalásokba kezdtek a Nemzeti Front és a kommunisták dominálta Nemzeti Felszabadítási Mozgalom képviselői. A nacionalisták küldöttségét maga az elnök, Midhat Frashëri vezette, míg a kommunista delegáció élén a másodvonalbeli vezetők közé tartozó Ymer Dishnica állt. Miután az olasz hatóságok tudomást szereztek a találkozóról, a résztvevők a Kruja melletti Mukjéban folytatták a tanácskozást. Végül augusztus 2-án elfogadták és aláírták a mukjei egyezmény néven ismertté vált dokumentumot, amelyben hitet tettek katonai erejük egyesítése és a megszállók elleni közös harc mellett. A dokumentum további pontjai között szerepelt, hogy a két párt kötelezi magát a háború utáni szabad és demokratikus választás megrendezésére, valamint a kommunisták ellenállása miatt hosszabb vita után ugyan, de bekerült az egyezménybe az albán lakta területek egyesítésének igénye is. Ezzel párhuzamosan a két párt képviselőiből egyenlő arányban megalakult az Albánia Megmentéséért Bizottság (Komiteti i Shpëtimit Kombëtar), amely az egyezményben foglaltak végrehajtásának irányítására kapott mandátumot.
A mukjei tanácskozás lezárultával az Albán Kommunista Párt vezetősége, különösen a melléjük rendelt jugoszláv tanácsadók felháborodtak az egyezmény tartalmán, annak is a Koszovó és Dibra vidékének Albániához csatolásáról szóló kitételén. Enver Hoxha már augusztus 8-án semmisnek nyilvánította az egyezséget, majd a központi bizottság szeptemberi labinoti konferenciáján formálisan is elutasították a mukjei dokumentumot, egyúttal teljes frontos harcot hirdettek a ballisták ellen. 1943. szeptember 9-én kelt, a pártszervezetek és a partizánalakulatok körében terjesztett körlevelükben már a nép kiirtandó ellenségének bélyegezték meg a Nemzeti Frontot, vagyis – ezt követően gyakorivá vált szóhasználatukkal – az „Áruló Frontot” (Balli Tradhëtar).

### Az antikommunista küzdelem időszaka (1943–1944)
Időközben, 1943. szeptember 8-án Olaszország kapitulált, és Albániában állomásozó csapataik helyére a náci Németország alakulatai nyomultak be. A zűrzavaros katonai helyzetet kihasználva a kommunisták azonnal támadásokat intéztek a Nemzeti Front ellen. Már aznap sor került az első komolyabb incidensre közöttük, amikor Korça körzetében a kommunista partizánok – kiegészülve ötven görög kommunistával – rárohantak egy Zeqishtben pihenő ballista alakulatra, és megöltek hat fiatal gerillát. Szeptemberben további rajtaütésekre került sor Kuçova, Lushnja és Berat térségében. A helyzet tovább fokozódott, s az idegen megszállás alatt álló Albánia hátországában a nemzeti ellenállás helyébe a polgárháború lépett. Október 15-én kétezer kommunista partizán támadt egy jóval kisebb ballista alakulatra Preza térségében. Október 17-én meggyilkolták a turani bektási tekke dervisét, Baba Zylfót, és kivégezték a ballisták korçai vezetőjét, Safet Butkát. A legsúlyosabb incidensre 1943. október 21-én került sor, amikor a Mehmet Shehu irányítása alatt álló partizán-rohambrigád Lushnja közelében összecsapott a Nemzeti Front gerilláival. A csata során hatvannyolc ballistát ejtettek foglyul. Amikor felszólították őket, hogy lépjenek be a kommunisták soraiba, az azt megtagadó hatvanhét ballistát a helyszínen agyonlőtték. November 4-én a Nemzeti Felszabadítási Mozgalom megtámadta Aziz Çami ballista zászlóalját, ötven ballistát megöltek, köztük a vezetőséghez tartozó Hysni Lepenicát, ezenkívül a ballistákkal való rokonszenvezés vádjával huszonöt család házát gyújtották fel Gjorm, Lepenica és Smokthina falvakban.
Olybá tűnt, mintha a kommunisták legfőbb ellensége többé nem is az országot megszálló nácik, hanem a ballisták és a frissen alakult – a Nemzeti Felszabadítási Mozgalomból kivált Abaz Kupi alapította – Törvényesség volnának. A Nemzeti Front fegyveres ellenálló tevékenysége gyakorlatilag megszűnt, oly mértékben a kommunista partizánok támadásaira koncentráltak. A meglepett és a túlerővel szemben alulmaradó ballistákat kiverték néhány dél-albániai városból, s az év végére egyedül Vlora tartott ki a Nemzeti Front mellett. A ballisták katonai helyzetét az is aláásta, hogy a szövetségesek – különösen 1944 tavaszától – elsősorban a kommunistákban látták a siker reményét a németek ellen folytatott harcban, így fegyver-, lőszer-, hadifelszerelés- és élelmiszer-szállítmányaikkal elsősorban a Nemzeti Felszabadítási Mozgalmat támogatták (a Szovjetunió is erre kérte nyugati szövetségeseit).
A SOE mindettől függetlenül még további kísérleteket tett arra, hogy tető alá hozza a kommunisták és a ballisták egyesített honvédő harcát. 1943. november 8-án egy másik ügynökük, Edmund Frank Davies találkozott a Nemzeti Front és a Törvényesség vezetőivel – Midhat Frashërivel, Vasil Andonival, Halil Maçival, Osman Memával, valamint Abaz Kupival – a Tiranához közel eső Shëngjergj faluban, ahol sikerült őket rávennie az együttműködésre, és egy erről szóló szándéknyilatkozatot is aláíratott velük. Amikor ezt a dokumentumot később Enver Hoxhának megmutatta, a kommunista vezető tajtékozva kikelt magából, és Davies számára világossá tette, hogy nem tekintenek el a „reakciós árulók” ellen folytatott polgárháborútól. Davies 1943 decemberében, 1944 januárjában kelt jelentéseiben feletteseivel azt tudatta, hogy az egységfront létrejötte a polgárháborús szituációban elképzelhetetlen, és a Nemzeti Front támogatásának semmiféle praktikus okát nem látja, miután kollaborálnak a német megszállókkal.
Jelentése tükrözte a valóságot, az 1943 szeptemberétől kibontakozó polgárháborús helyzet alapjaiban változtatta meg a Nemzeti Front vezetőinek politikáját: antifasizmusuk helyét az antikommunizmus vette át. Fennmaradásukat látták veszélyeztetve a Hoxha által meghirdetett testvérháborúban, ezért 1943 végén már a német megszállók eszközévé degradálódva azok oldalán vettek részt a kommunista partizáncsapatok ellen folytatott, sikeres téli hadviselésben. A Nemzeti Front kétkulacsos politikát folytatott: a nácikkal való kollaborálásukat azzal indokolták, hogy egyetlen lehetőségük a politikai céljaik elérésére, ha a kommunistákat szétmorzsoló, de legalábbis jelentősen visszavető német haderőt támogatják, eközben azonban továbbra is tárgyaltak a szövetségesek képviselőivel. 1944. február 16-a és március 25-e között a Nemzeti Front egyik vezetője, Skënder Muço – Frashëri megbízásából – titkos tárgyalásokat folytatott Gramában, majd Dukatban a SOE egyik összekötő tisztjével, a később színművészi karriert befutó Anthony Quayle-lel. Ennek során Muço biztosította a brit őrnagyot arról, hogy a kommunisták veresége után ismét a németek ellen fordítják a fegyvert, brit katonai irányítás alá rendelve magukat, továbbá kérte támogatásukat abban, hogy a háború után Koszovó és Dibra albán terület legyen. Quayle jelentéseiben leírta, hogy a Nemzeti Front jelen politikáját egy kommunista Albánia jövőképétől való félelem generálja, ami a partizánok terrorisztikus eszközeit látva nem is elhanyagolható aggodalom, tette hozzá.

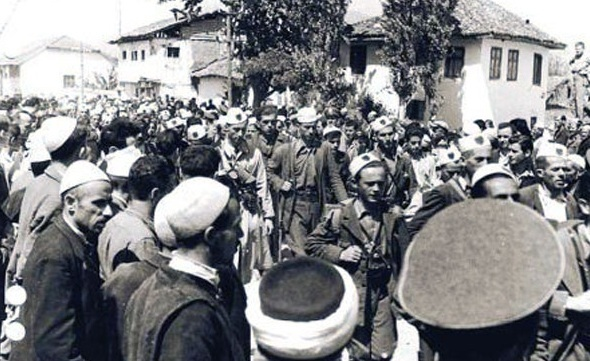
Ballisták bevonulása Prizrenbe (1944)

Noha a ballistákkal való kapcsolattartás kiváltotta a kommunisták rosszallását, és követelték a melléjük rendelt SOE-tanácsadók visszahívását, a brit katonai szervezet mégsem mondott le végérvényesen a ballistákkal való együttműködésről. A lakosság egy része viszont megvonta rokonszenvét a nácikkal kollaboráló Nemzeti Fronttól, akiknek így katonai nehézségeik mellett társadalmi bázisuk megfogyatkozásával is szembe kellett nézniük. A kommunisták 1944 májusában megtartott përmeti kongresszusa után – amelyen voltaképpen megalakították ideiglenes kormányukat –, a Nemzeti Front és a Törvényesség gerillái ismét a németek oldalán indultak a kommunisták ellen. Június közepéig-végéig tartó katonai akcióikat nem kísérte hadi szerencse, az előző téli veresége után magához tért, hatalmasra duzzadt partizánsereg addigra már megállíthatatlannak bizonyult, és megindult a németek fokozatos kiszorítása az országból. 1944 szeptemberére a ballisták teljesen visszavonultak Dél-Albániából, és csupán a Durrës és Shkodra közötti észak-albániai partszakaszon harcoltak kisebb alakulataik. Kétségbeesésükben a szövetségesek kegyét keresték (ebben az időben ismét Neil „Billy” McLean volt az összekötőjük a SOE részéről), és megmaradt katonai erejüket az országból visszavonuló német csapattestek ellen irányították. Szeptember 9-én a tirana–shkodrai úton Abas Ermenji vezetésével megtámadtak egy negyven teherautóból álló német katonai konvojt, amelynek során harminc német esett el, két nappal később pedig Mamurrasnál támadtak meg egy másik konvojt, s csak két német katona életét kímélték meg.
Időközben a politikai színtéren is kétségbeesett lépésre szánták el magukat. A partizánalakulatok katonai hegemóniáját látva 1944. június 15-ére titkos tanácskozást hirdettek meg a szintén antikommunista érzelmű Törvényesség képviselőinek és az északi törzsek vezetőinek meghívásával. A Tirana melletti Tufinában létrejött találkozón Midhat Frashëri mellett a fő résztvevők Abaz Kupi, Fiqri Dine, Eqrem Vlora és Gjon Markagjoni voltak, akik megállapodtak abban, hogy a Rexhep Mitrovica vezette bábkormányt félreállítva, egy ideiglenes nemzeti kormányt alakítanak Dine vezetésével. Céljuk ezzel az volt, hogy a kollaboráns kormány helyébe kerülő nacionalista egységkormány a kommunisták győzelme esetén, migrációba kényszerülve is felléphessen az albán nemzeti érdekekért. Július 14-én ez meg is történt, a Mitrovica-kormány lemondott, és július 19-én Dine megalakíthatta kormányát. A polgárháborús zűrzavar közepette azonban a kabinet nem tudott eredményesen működni, és alig hat héttel később, augusztus 29-én feloszlott. Az antikommunisták egy újabb prezai gyűlésén, szeptember 21-én ismét találkoztak, ám ezúttal Frashëri személyében egyeztek meg a kormányfői poszt betöltésére. Erre azonban már nem került sor. A ballisták 1944 októberéig 3000 embert veszítettek a kommunistákkal való összecsapások során, majd november 3-án hivatalosan is letették a fegyvert és feloszlatták alakulataikat. Vezetőik ekkor már nem voltak az országban. Frashëri, Këlcyra, Dosti, Andoni, Lec Kurti, valamint a hozzájuk csatlakozott Dine 1944. október 18-án tengerre szálltak egy kis halászhajóban, s öt nappal később a dél-olaszországi Brindisiben kötöttek ki.
Enver Hoxha 1944. november 28-án diadalmasan bevonult a két héttel korábban visszavívott Tiranába, s másnapra Albánia teljes területe felszabadult. Pár nappal később, december 3-án a Radio Tirana közreadta Omer Nishani, a Nemzeti Felszabadítási Főtanács elnökének rendeletét, amelyben általános amnesztiát hirdetett a megszálló hatalmakkal kollaboráló szervezetek és személyek, köztük a ballisták részére, amennyiben köztörvényes bűncselekményeket nem követtek el. A gyakorlat azonban mást mutatott. A kollaboráns árulóknak megbélyegzett ballista vezetőket és aktivistákat szisztematikusan üldözték, népbíróságok ítélkeztek felettük, sokukat kivégezték, családtagjaikat pedig internálták. A ballisták két vezető politikusát, Bahri Omarit – aki egyúttal Enver Hoxha sógora is volt – és Kolë Tromarát már 1944 decemberében foglyul ejtették, és 1945. április 14-én kivégezték. A Hoxha-kormány emellett diplomáciai kampányt indított a nyugatra szökött ballista vezetők kiadatásáért, de a brit kormány határozottan visszautasította követelésüket. A Nemzeti Front egyik vezetője, Abas Ermenji úgy kerülhette el az elszámoltatást, hogy még két évig bujkált az albán hegyvidéken, mire sikerült külföldre szöknie.
Sajátos közjáték zajlott le 1944 decembere után Koszovóban, ahol az Albániából megszökött ballisták felkelést robbantottak ki. A jugoszláv hatóságok 1945. február 8-án katonai igazgatást vezettek be, de – Enver Hoxha partizánjainak hathatós segédletével – csak márciusra tudták leverni a fegyveres felkelést. Egyes ballista csoportok még hónapokig végeztek szabotázsakciókat Koszovóban.

### Az emigráció évei és az újraalakulás
A Nemzeti Front három Olaszországba szökött vezetője, Midhat Frashëri, Ali Këlcyra és Hasan Dosti Rómából szervezte tovább a párt életét, és igyekezett életben tartani a ballista eszmeiséget, többek között a Flamuri (’Zászló’) című folyóirat kiadásával. A ballistákat a brit és amerikai titkosszolgálat 1947-től bevonta az albán területen tervezett diverzáns akciósorozat, a Viharos Tenger művelet előkészítésébe. Az akció sikeressége megkövetelte az emigráns albánok politikai szervezeteinek egyesítését, ezért Frashëriék Párizsba utaztak, ahol más albán vezetőkkel együtt 1949. július 7-én megalakították a Nemzeti Front utódszervezetét, a Szabad Albánia Bizottságot. Ennek elnökéül szintén Midhat Frashërit választották meg. 1949. augusztus 26-án székhelyüket New Yorkba helyezték át, majd Frashëri októberben bekövetkezett halála után Dosti vette át a szervezet irányítását. Végül az 1947 és 1955 között albán területre ledobott diverzáns csoportok mindegyike gyászos véget ért, miután a kettős ügynök Kim Philby időben értesítette a kommunista kormányt az akciók részleteiről. Az ezekben részt vevő háromszáz emigráns albán legtöbbje életét vesztette.
Az albániai rendszerváltást követően az akkorra már csaknem nyolcvanéves Abas Ermenji, a korabeli ballista vezetők egyike az emigrációból visszatért szülőföldjére, és 1991-ben megalapította a Nemzeti Frontpártot (Partia Balli Kombëtar, PBK). Az 1996. évi nemzetgyűlési választásokon szervezete elnyerte a szavazatok 5%-át, ezzel két helyet kaptak a parlamentben, de ezt követően népszerűségük és jelentőségük visszaesett, és 2001 óta nem indultak választáson.

### A Nemzeti Front prominens tagjai
- Vasil Andoni (1901–1994): elbasani tanár. 1942-től a Nemzeti Front főtitkára. 1944 októberében külföldre menekült, amerikai emigrációban halt meg.[65]
- Safet Butka (1901/1904–1943): dél-albániai bektási tanár. Tüntetések szervezéséért az olaszok 1940-ben internálták, s 1942-es visszatérését követően csatlakozott a Nemzeti Fronthoz. A korçai szervezet politikai irányítója, gerillaosztagának vezetője lett. 1943 októberében a kommunisták elleni küzdelemben vesztette életét.[66]
- Aziz Çami (1893–1943): çamëriai muszlim rendőrtiszt. Az 1920-as évek első felében csendőrtisztként teljesített szolgálatot, majd ausztriai emigrációban szervezte a Zogu-ellenes Konare tevékenységét. 1931-ben merényletet kísérelt meg a Bécsbe látogató Zogu ellen. 1939-ben az olasz hatóságok Korça rendőrfőnökévé nevezték ki. Csatlakozott a Nemzeti Fronthoz, s 1943 novemberében a párt katonai vezetője lett, de még ugyanazon év decemberében a kommunista partizánok megölték.[67]
- Fuat Dibra (1886–1944): dibrai muszlim vállalkozó. Az 1920-as évektől Zogu ellenzékének számított. 1939 után együttműködött az olasz megszállókkal, 1941–1942-ben rövid ideig a gazdasági tárcát vezette, majd belépett a Nemzeti Frontba. A német megszállás alatt szerepet vállalt a régenstanácsban.[68]
- Hasan Dosti (1895–1991): dél-albániai katolikus ügyvéd, jogász. Az 1920-as évektől Zogu ellenzéke volt, gyakran bebörtönözték. 1941–1942-ben az igazságügyi tárcát vezette az olasz megszállás alatt álló országban, majd a Nemzeti Front tagja lett. 1944 októberében elhagyta az országot, 1949-től 1956-ig a Szabad Albánia Bizottság elnöke volt. Amerikai emigrációban halt meg.[69]
- Abas Ermenji (1913–2003): dél-albániai tanár, történész. Az olaszok 1939-ben internálták, s 1941 visszatérése után a Nemzeti Front vezetőségi tagja lett. A párt berati szervezetét irányította. A kommunista hatalomátvételt követően két évig a hegyvidéken bujkált, majd 1946-ban emigrált. 1954-ben a Szabad Albánia Nemzeti Bizottság párizsi irodájának vezetője lett, majd a rendszerváltást követően, 1991-ben Albániában megalapította a Nemzeti Frontpártot.[70]
- Midhat Frashëri (1880–1949): bektási toszk politikus, diplomata, publicista. Az 1910-es–1920-as években politikusként és diplomataként támogatta a független Albánia ügyét, majd az 1920-as évek közepétől a közélettől visszavonult, de Ahmet Zogu ellenzéki köreihez tartozott. Az olasz megszállást követően 1939 májusában ő szervezte meg a Nemzeti Frontot, majd 1944 októberi emigrálását követően annak elnöke maradt 1949-es megszűnéséig.
- Ali Këlcyra (1891–1963): dél-albániai muszlim jogász. 1920-ban részt vett a lushnjai kongresszuson, majd a nemzetgyűlés tagja volt. Az 1924-es júniusi forradalom után külföldre távozott, és részt vett a Nemzeti Egység nevű emigráns szervezet megalapításában. 1939-ben hazatért és a Nemzeti Front alapító vezetőségi tagja lett. 1944 októberében külföldre szökött, római emigrációban halt meg.[71]
- Lec Kurti (1884–1948): észak-albániai zeneszerző, diplomata. A komponálás mellett az 1910-es évektől 1939-ig diplomáciai szolgálatot látott el. A Nemzeti Front shkodrai szervezetének vezetője volt. 1944 októberében külföldre szökött, római emigrációban halt meg.[72]
- Hysni Lepenica (1900–1943): dél-albániai csendőrtiszt. Érdemeket szerzett Vlora olasz megszállás alóli 1920. évi felszabadításában, majd részt vett az 1924-es júniusi forradalomban. 1943 májusában csatlakozott a Nemzeti Fronthoz mint a vlorai szervezet irányítója. 1943 augusztusában a párt katonai vezetőjévé nevezték ki. Ugyanazon év novemberében egy a kommunistákkal való összecsapásban életét vesztette.[73]
- Isuf Luzaj (1913–2000): dél-albániai tanár, költő. Tanári pályájáról 1936-ban távolították el egy Zogut kifigurázó verse miatt. 1939-től részt vett több diáktüntetésen, amiért az olasz megszállók 1942-ig internálták. Visszatérését követően a Nemzeti Front ifjúsági szervezetének vezetője lett, majd a fegyveres ellenállásban is részt vett. A kommunista hatalomátvétel elől Olaszországba szökött, majd Buenos Airesben lett filozófiatanár. 1965 után az Amerikai Egyesült Államokban élt, ott is halt meg.[74]
- Koço Muka (1895–1954): dél-albániai csendőrtiszt. Jogi oklevelet szerzett, de 1920-ban a csendőrség kötelékébe lépett. 1924 és 1939 között emigrációban élt, hazatérése után ismét csendőrtiszt, 1944-ben oktatásügyi miniszter volt.[75]
- Lef Nosi (1877–1946): közép-albániai ortodox tanár, publicista. Az 1910-es évektől szerepet vállalt hazája politikai életében, több ízben töltött be miniszteri tisztséget. Az 1920-as évektől történeti és néprajzi kutatásainak szentelte életét. 1943-ban csatlakozott a Nemzeti Fronthoz, a német megszállókkal kollaborálva a nemzetgyűlés elnöke és a régenstanács tagja lett. A kommunista hatalomátvétel után letartóztatták és kivégezték.[76]
- Bahri Omari (1889–1945): dél-albániai politikus, publicista. Fiatal korától az Amerikai Egyesült Államokban élt, majd az 1920-as évek első felében nemzetgyűlési képviselő volt. 1925-től 1939-ig ismét emigrációban élt, majd szerepet vállalt az államtanácsban, később pedig külügyminiszter lett. A kommunista Enver Hoxha sógora volt. A kommunista hatalomvétel után halálra ítélték és kivégezték.[77]
- Thoma Orollogaj (1888–1947): dél-albániai ortodox jogász. Az 1920-as évek közepétől részt vett a jogalkotási folyamatokban, majd az 1930-as években igazságügy-miniszter volt. Az olasz megszállás elleni tiltakozása miatt internálták, 1943-as szabadulása után csatlakozott a Nemzeti Fronthoz. A kommunista hatalomvétel után letartóztatták, a börtönben halt meg.[78]
- Kolë Tromara (1882–1945): dél-albániai gyógyszerész. 1906 után amerikai emigrációban élt. 1920-ban hazatért, és 1924-ig részt vett hazája politikai életében. 1939-ben az államtanács tagjaként csatlakozott a Nemzeti Fronthoz. Később kivált a mozgalomból, Korça prefektusa és művelődési miniszter lett. A kommunista népbíróság halálra ítélte és kivégezte.[79]
- Sejfi Vllamasi (1883–1975): dél-albániai muszlim politikus, állatorvos. Az 1900-as évektől részt vett a nemzeti mozgalomban. Az 1920-as évek első felében nemzetgyűlési képviselő, több ízben miniszter volt. 1924 után emigrációban élt. 1939-ben visszatért Albániába, előbb tisztséget vállalt az államtanácsban, majd csatlakozott a Nemzeti Fronthoz. 1944-ben a népbíróság tíz év börtönre ítélte, majd internáltként élte le életét.[80]